# 교쿠시촌
교쿠시촌(일본어: 旭志村)은 일본 구마모토현 기쿠치군에 있던 촌이다. 반딧불이 마을로 알려져 있다
2005년 3월 22일 구 기쿠치시와 기쿠치군 시스이정, 시치조정과 신설 합병해 새로운 기쿠치시가 되어 소멸하였다.

## 역사
- 1956년 5월 1일 - 기쿠치군 아사히노촌, 기타고시촌이 신설합병해, 교쿠시촌이 성립하였다.
- 1956년 8월 1일 - 모리카와촌 일부가 교쿠시촌에 편입되었다.
- 2005년 3월 22일 - 시스이정, 시치조정과 합병해 기쿠치시가 되었다.

## 교통

### 도로
- 국도 325호선

## 참고 문헌
- 角川日本地名大辞典編纂委員会, 『角川日本地名大辞典 43 熊本県』1987, 角川書店